# Helminthosphaeriaceae
Helminthosphaeriaceae es una familia de hongos en la clase Sordariomycetes. Las especies en esta familia son saprofitas, a menudo crecen sobre madera podrida o sobre cuerpos fructíferos de hongos viejos. Se encuentran distribuidos en zonas templadas.